# Hydromya
Hydromya is een vliegengeslacht uit de familie van de slakkendoders (Sciomyzidae).

## Soorten
- H. dorsalis (Fabricius, 1775)